# Izquierda y derecha (álgebra)
| s a s b s c s d s e s f s g …                                                                                             | a t b t c t d t e t f t g t … |
| Multiplicación a la izquierda por s y multiplicación a la derecha por t. Notación abstracta sin ningún sentido específico |                               |

En álgebra, los términos izquierda y derecha denotan el orden de una operación binaria (generalmente, pero no siempre llamada multiplicación) en estructuras algebraicas no commutativas.
Una operación binaria ∗ generalmente se escribe en forma de infijo como:
s ∗ t
El argumento s se coloca en el lado izquierdo, y el argumento t está en el lado derecho. Incluso si se omite el símbolo de la operación, el orden de s y t no queda afectado, y no es relevante a menos que ∗ sea un operando no conmutativo.
Una propiedad de doble cara se cumple en ambos lados. Una propiedad unilateral está relacionada con uno (no especificado) de los dos lados.
Aunque los términos son similares, la distinción de izquierda y derecha en el lenguaje algebraico no se relaciona ni con los límites por la izquierda y por la derecha en el cálculo, ni con el concepto de orientación en geometría.

## Operadores binarios
Una operación binaria ∗ puede considerarse como una familia de operadores unarios (los operadores con numerosos argumentos, se pueden descomponer en sucesivos operadores unarios mediante currificación):
Rt(s) = s ∗ t,
dependiendo de t como parámetro. Es una familia de operaciones a la derecha. De forma similar,
Ls(t) = s ∗ t
define una familia de operaciones a la izquierda, parametrizadas con s.
Si para algunos e, la operación a la izquierda Le es una identidad, entonces e se llama identidad a la izquierda. De manera similar, si Re = id, entonces e es una identidad a la derecha.
En teoría de anillos, un subanillo que es un invariante bajo cualquier multiplicación a la izquierda en un anillo, se llama ideal a la izquierda. De manera similar, un subanillo invariante respecto a la multiplicaciones a la derecha, es un ideal a la derecha.

## Módulos izquierdo y derecho
| Módulo a la izquierda                                    | Módulo a la derecha                                      |
| -------------------------------------------------------- | -------------------------------------------------------- |
| s(x + y) = sx + sy (s1 + s2)x = s1x + s2x s(tx) = (s t)x | (x + y)t = xt + yt x(t1 + t2) = xt1 + xt2 (xs)t = x(s t) |

Sobre anillos no conmutativos, la distinción izquierda-derecha se aplica a los módulos, es decir, para especificar el lado donde aparece un escalar (elemento del módulo) en la multiplicación escalar.
La distinción no es puramente sintáctica, porque implica dos reglas de asociatividad diferentes (la fila más baja de la tabla) que vincula la multiplicación en un módulo con la multiplicación en un anillo.
Un bimódulo es simultáneamente un módulo a la izquierda y a la derecha, con dos operaciones de multiplicación escalar diferentes, que obedecen a una condición de asociatividad obvia en ellos.

## Otros ejemplos
- Vectores y valores propios
- Grupo de acciones a la izquierda y a la derecha

## En la teoría de categorías
En teoría de categorías, el uso de izquierda y de derecha tiene cierta semejanza algebraica, pero se refiere a los lados izquierdo y derecho de los morfismos (véase funtores adjuntos).